# Narongsak Khongkaew
Narongsak Khongkaew (ณรงค์ศักดิ์ คงแก้ว; Chanthaburi, 17 gennaio 1979) è un giocatore di calcio a 5 thailandese.

## Carriera
Come massimo riconoscimento in carriera vanta la partecipazione, con la Nazionale di calcio a 5 della Thailandia, al FIFA Futsal World Championship 2000 in cui la selezione asiatica si è fermata al primo turno, eliminata nel girone comprendente Paesi Bassi, Egitto e Uruguay. Successivamente è stato selezionato anche per la Coppa d'Asia 2005, in cui la Thailandia è giunta alla fase finale, eliminata ai gironi di qualificazione per le semifinali.